# Chetogena bezziana
Chetogena bezziana är en tvåvingeart som beskrevs av Baranov 1934. Chetogena bezziana ingår i släktet Chetogena och familjen parasitflugor.
Artens utbredningsområde är Sri Lanka. Inga underarter finns listade i Catalogue of Life.